# Argyroxiphium
Argyroxiphium DC. è un genere di piante della famiglia delle Asteracee, che comprende 5 specie, endemiche delle isole Hawaii.

## Tassonomia
La classificazione tradizionale colloca il genere Argyroxiphium nella sottotribù Madiinae della tribù Heliantheae.

Recenti studi filogenetici considerano le Madiinae come il principale raggruppamento delle Madieae, elevate al rango di tribù a sé stante.
Assieme ai generi Dubautia e Wilkesia forma la cosiddetta Silversword Alliance, un clade monofiletico sviluppatosi per radiazione adattativa nell'arcipelago hawaiiano, a partire da un unico progenitore comune.
Il genere Argyroxiphium comprende 5 specie:
- Argyroxiphium caliginis C.N.Forbes
- Argyroxiphium grayanum (Hillebr.) O.Deg.
- Argyroxiphium kauense (Rock & Neal) O.Deg. & I.Deg.
- Argyroxiphium sandwicense DC.
- Argyroxiphium virescens Hillebr.